# Попов Максим Миколайович
Максим Миколайович Попов (рос. Максим Николаевич Попов; 19 липня 1986, м. Оленегорськ, СРСР) — російський хокеїст, центральний нападник. Виступає за «Южний Урал» (Орськ) у Вищій хокейній лізі. 
Вихованець хокейної школи «Русь» (Москва). Виступав за: ХК «Саров», ХК «Вітебськ», «Спартак» (Санкт-Петербург), «Нафтовик» (Леніногорськ).